# Cụm núi Ba Thê
Cụm núi Ba Thê thuộc huyện Thoại Sơn, tỉnh An Giang. Cụm gồm 5 ngọn núi, trong đó có 2 ngọn núi nằm cạnh nhau, 3 ngọn núi còn lại nằm cách xa nhau và được tách biệt bởi nhiều con kênh.

## Hệ thống
Cụm gồm 5 núi là:
- Núi Ba Thê là ngọn núi lớn nhất với độ cao 221 m,[2][3] chu vi khoảng 4.220 m.[2] Núi thuộc thị trấn Óc Eo.[1] Phía tây núi có một hồ nước nhỏ.
- Núi Nhỏ: cao 76 m,[3] nằm về phía bắc núi Ba Thê.[4] Núi thuộc thị trấn Óc Eo.[1]
- Núi Trọi: nằm về phía bắc núi Ba Thê.[4] Núi thuộc xã An Bình.[1]
- Núi Tượng:[a] cao 64 m,[3] nằm về phía đông bắc núi Ba Thê.[4] Núi thuộc xã Vọng Đông.[1]
- Núi Chóc: cao 21 m,[3] bên bờ một con kênh nhỏ,[5] có chu vi khoảng 550 m, nằm về phía đông, ở giữa thị trấn Óc Eo và xã Vọng Đông.[b][4][5] Núi thuộc địa bàn xã Vọng Đông.[1] Phần bờ kênh ở phía đông là một con đường đan với nhiều hộ dân xây nhà sát với nhau, phía bắc của núi là Tỉnh lộ 943, che khuất bởi một trường học, ủy ban nhân dân và chợ Vọng Đông.

## Địa chất
Cụm núi được cấu tạo bởi đá hoa cương trắng từ loại cận kiềm đến loại có thành phần tràng khoáng potát.
Tại núi Chóc đã tìm thấy vỏ hàu biển có niên đại khoảng 5.800 năm.

## Lịch sử
Năm 1933, người dân địa phương đã dựng ngôi chùa Sơn Tiên Tự, trước sân chùa dựng bức tượng Phật Quan Thế Âm cao 8m, đứng trên tòa sen hướng mắt bao quát ra toàn cảnh núi Ba Thê.
Trong thời kỳ Việt Nam Cộng hòa, khu vực núi Trọi từng được chính phủ miền Nam quy hoạch thành ấp chiến đấu Núi Trọi, kết hợp phòng thủ với ấp chiến lược Vọng Thê. Ngày 6 tháng 5 năm 1968, Đội biệt động Ba Thê do đội trưởng Nguyễn Văn Muôn chỉ huy đã tấn công đồn Hoa Thê sơn của quân lực Việt Nam Cộng hòa.
Nông dân trong vùng vẫn xem cụm núi là những ngọn núi linh thiêng, có thần núi trấn giữ, phù hộ cho người dân sản xuất nông nghiệp, làm ăn sinh sống. Ở núi Trọi, vào ngày 16 tháng Chạp hàng năm có tổ chức lễ cúng Ông Tà, ông là vị thần núi.

### Sách
- Bộ chỉ huy quân sự tỉnh An Giang (1991). Những trận đánh trong chiến tranh giải phóng và bảo vệ tổ quốc của các lực lượng vũ trang tỉnh An Giang, Tập 2. Bộ chỉ huy quân sự tỉnh An Giang.
- Louis Malleret (1959). L'Archéologie du delta du Mékong (bằng tiếng Pháp). École française d'Extréme-Orient.
- Huỳnh Lứa (2002). Nam bộ đất & người, Tập 3. Nhà xuất bản Trẻ.
- Trương Minh Đạt (2001). Nhận thức mới về đất Hà Tiên: khảo luận, đính chính, tư liệu. Nhà xuất bản Trẻ.
- Viện khảo cổ học (1978). Những phát hiện mới về khảo cổ học. Viện khảo cổ học, Ủy ban khoa học xã hội Việt Nam.
- Viện khảo cổ học (2005). Một thế kỷ khảo cổ học Việt Nam, Tập 2. Nhà xuất bản Khoa học xã hội.

### Tạp chí
- Sở Địa chất (1970). "Việt-Nam Địa-Chất khảo-lục: Archives géologiques du Viêt-Nam, Số phát hành 13". Sở Địa chất. {{Chú thích tạp chí}}: Chú thích magazine cần |magazine= (trợ giúp)